# Бирутис, Шарунас
Шарунас Бирутис (лит. Šarūnas Birutis; род. 20 сентября 1961, Шяуляй, Литовская ССР, СССР) — литовский политический и государственный деятель, депутат Европейского парламента (2004—2009), министр культуры (2012—2016, с 2024).

## Биография
Родился 20 сентября 1961 года в Шяуляе, Литовская ССР, СССР.
После окончания местной средней школы поступил в Вильнюсский университет, который окончил в 1984 году со степенью бакалавра экономики. в Вильнюсском университете. В 2003 году он также получил степень магистра права Университете имени Миколаса Ромериса.
Ещё в студенческие годы он стал работать в финансовом отделе местного драматического театра, а после окончания обучения устроился в Каунасскую теплоэлектроцентраль, где стал сотрудником отдела планирования. В 1986 году он перешёл на работу в местную администрацию Каунаса, где был назначен финансовым контролёром. В 1990 году он сосредоточился на предпринимательской деятельности, а также был назначен вице-президентом Литовско-индийского форума.
В 1999 году Бирутис занял пост руководителя отдела малого и среднего бизнеса в министерстве экономики и инноваций, а в 2003 году он был назначен членом Государственной комиссии по контролю за азартными играми. В 2004 году он был избран в Европейский парламент, депутатом которого являлся до 2009 года.
На парламентских выборах 2012 года он был избран в Сейм от Социал-демократической партии Литвы, став членом комитетов по иностранным и европейским делам, правам человека и борьбе с коррупцией. 13 декабря 2012 года он был назначен министром культуры, пробыв на посту до декабря 2016 года.
12 декабря 2024 года он вновь возглавил министерство культуры в правительстве Гинтаутаса Палуцкаса. После отставки кабинета министров 4 августа 2025 года стал исполнять обязанности главы ведомства до назначения нового правительства.